# Казначич, Иван Август
Иван Август Казначич (Ivan August) — сын Ивана Антона Казначича, далматинский писатель.
Доктор медицины, интересовался историей литературы. Был редактором журналов «La Favilla» в Триесте, «L’Avvenire» в Дубровнике и «Далматинской зари» (1845—1846); в 1846 опубликовал «Elementi della grammatica illirica».
Будучи редактором «Далматинской зари» способствовал единению южнославянских языков, поддерживая новую орфографию. С 1849 года регулярно печатался в альманахе «Dubrovnik», где помещал стихи и переводы.